# Mourad Laffitte
Mourad Laffitte (Montpellier, 16 dicembre 1965) è un regista e sceneggiatore francese, le sue opere riguardano la storia del sindacalismo francese e la Resistenza francese.

## Filmografia
- 21 jours avec les SDF dans Paris, co-regia di Yves Boutillier - documentario (2008)[1]
- Chronique d'une délocalisation programmée - Parole d'ouvriers, co-regia di Yves Boutillier - documentario (2009)[2]
- Good Year, la mort en bout de chaîne - documentario (2011)[3]
- Les FTP-MOI dans la Résistance, co-regia di Laurence Karsznia - documentario (2013)[4]
- Une jeunesse parisienne en résistance, co-regia di Laurence Karsznia - documentario (2015)[5][6]
- Madeleine Riffaud, la liberté pour horizon, co-regia di Laurence Karsznia - documentario (2015)[7][8]
- Liquidation, co-regia di Laurence Karsznia - documentario (2016)[9]
- 1936-2016. Les vacances c’est pas du luxe, c’est un droit, co-regia di Laurence Karsznia - documentario (2016)[10]
- Acharnement, poursuivis pour l'exemple - documentario 2017)[11]
- Solidarité, le sens d'une vie, co-regia di Laurence Karsznia - documentario (2017)[12]